# Rhanidophora agrippa
Rhanidophora agrippa är en fjärilsart som beskrevs av Druce 1899. Rhanidophora agrippa ingår i släktet Rhanidophora och familjen nattflyn. Inga underarter finns listade.